# Pseudolampona binnowee
Pseudolampona binnowee är en spindelart som beskrevs av Norman I. Platnick 2000. Pseudolampona binnowee ingår i släktet Pseudolampona och familjen Lamponidae.
Artens utbredningsområde är New South Wales. Inga underarter finns listade i Catalogue of Life.